# Alan Castro
 Alan de Castro Dayube  (Cruz das Almas, 16 de junho de 1973), mais conhecido como  Alan Castro, é um médico e político brasileiro.
Em 2018, foi eleito deputado estadual na Bahia para a 19.ª legislatura.
FORMAÇÃO EDUCACIONAL
Estudou o ensino fundamental no Colégio Cruz das Almas, 1980-1988. Ensino médio, Colégio Anchieta, Salvador, 1989-1990. Médico, graduado pela Faculdade Bahiana de Medicina e Saúde Pública, Salvador, 1991-1996.
ATIVIDADE PROFISSIONAL
Médico, Clínica Aclidan e Clínica Cliame, 1997-2015.
MANDATO ELETIVO
Vereador do Município de Salvador, PSL, 2006. Reeleito, PTN, 2010. Eleito Deputado Estadual, PTN, 2015-2019.Reeleito para o período 2019-2023 
FILIAÇÃO PARTIDÁRIA
PSL, 2006 - 2007; PTN, 2007 - 2016; PSL, 2016 - 2017; PROS, 2017 - 2018; PSD, 2018 - 2022; PV, 2022 - ; 
ATIVIDADE PARTIDÁRIA
Vice-Líder do PTN, Câmara de Vereadores Salvador, 2007-2008. Presidente municipal do PTN 2008-2010.Vice-Líder da Maioria, ALBA, 2015-2016. Líder do Bloco Parlamentar PSL/PROS, set. 2017-. Vice-líder do PSD, ALBA, abr.2018- 
ATIVIDADE PARLAMENTAR
Na Câmara Municipal de Salvador, Titular da Comissão de Saúde, 2006-2014; suplente da Comissão de Orçamento, 2006-2014. Na Assembleia Legislativa da Bahia, PRESIDENTE da Comissão de Saúde e Saneamento (2019-20) ;  
TITULAR 
DAS COMISSÕES: Saúde e Saneamento (2015- maio2016); Finança, Orçamento, Fiscalização e Controle (2021-2022); SUPLENTE da Comissão de Constituição e Justiça (2017-2018), Saúde e Saneamento (2017-2018). Na ALBA, procurador Parlamentar, 2019.
CONDECORAÇÕES
Medalha Amigo da Marinha, 2010.